# Ubaldo Cruche
Ubaldo Cruche (Montevideo, 25 maggio 1920 – 1988) è stato un calciatore uruguaiano, di ruolo attaccante.

## Carriera

### Club
Ha giocato nella massima serie dei campionati uruguaiano e cileno.

### Nazionale
Con la Nazionale uruguaiana ha preso parte alla Copa América 1941.

## Palmarès

### Club

#### Competizioni nazionali
- Campionato uruguaiano: 2

Peñarol: 1938, 1944